# Caffettano algerino

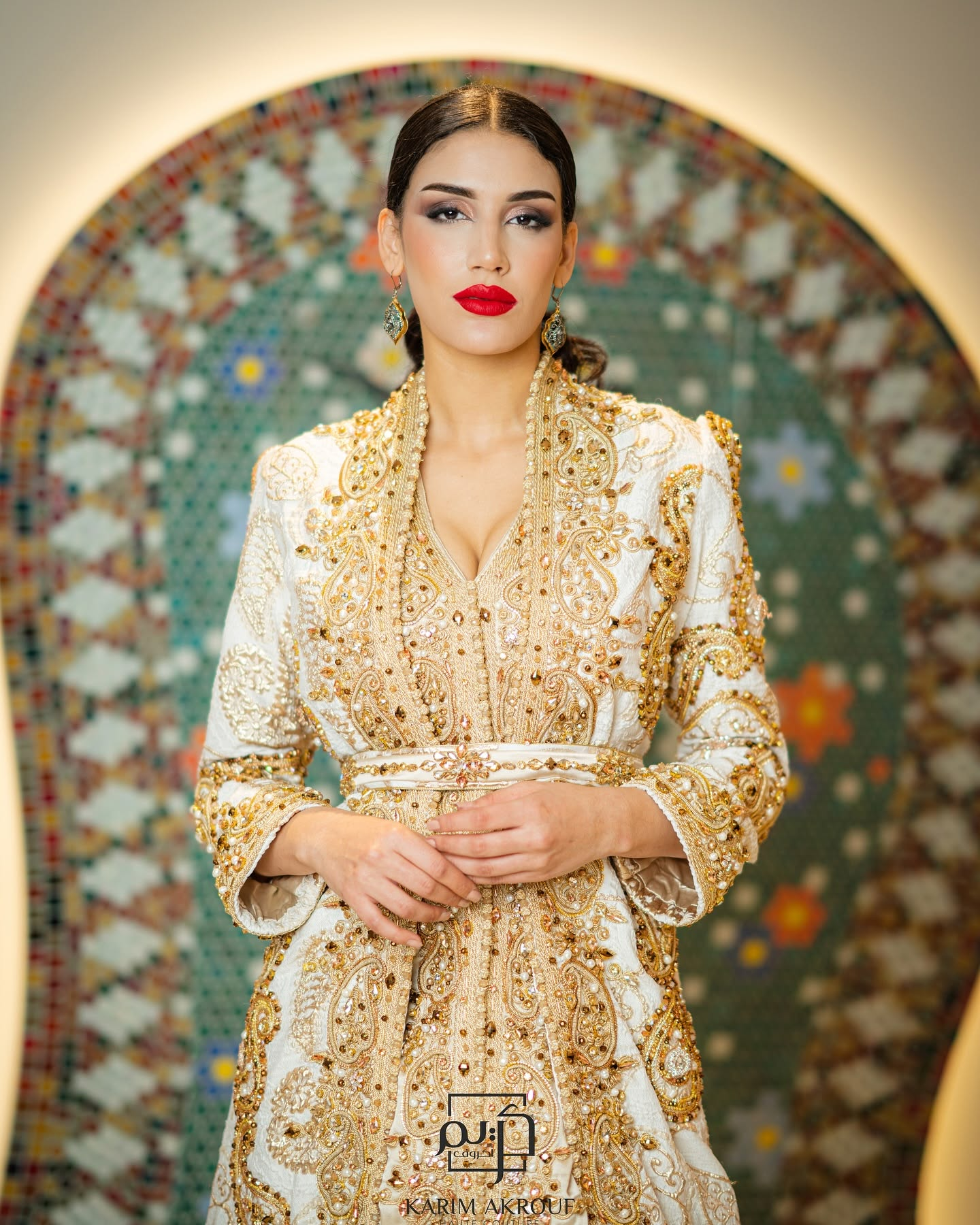
Caffettano algerino realizzato dallo stilista algerino Karim Akrouf.

Il caffettano algerino (in arabo قفطان جزائري‎?) è un abito tradizionale algerino. Si presenta in diversi stili in base alla città o zona in cui si è sviluppato.  Oggi, esportato in tutto il mondo, il caftano viene indossato principalmente dalle donne in occasioni importanti, come matrimoni, grandi ricevimenti o festività religiose.

## Storia
Il caffettano apparve in Algeria nel XV-XVI secolo all'epoca della dinastia dei rustamidi anche se ne è stata attestato l'utilizzo già durante il periodo degli Ziridi nel X secolo e degli zayyanide, nella quale veniva indossato nelle corti reali.
Secondo la tradizione ottomana, il caffettano maschile, meglio noto come caffettano d'onore, fu conferito dal sultano ottomano ai vari governatori di Algeri che, a loro volta, conferirono caffettani ai Bey e ai membri di famiglie illustri e dignitari di corte. Nella Topografia e storia generale di Algeri, di Antonio de Sosa [sp] il caftano viene descritto come una lunga veste colorata in raso, damasco, velluto o seta, di diverse tonalità e fantasie, e avente una forma che ricorda le tonache dei sacerdoti. A seconda del loro grado e ruoli i vari dignitari indossavano caftani in diverse varianti, per colore e tipologia. Il Dey era solito indossare un caftano con le maniche penzolanti; i khodja (segretari) indossavano un lunghissimo caftano a base di stoffa, che arrivava alle caviglie; i chaouch (esecutori della giustizia del dey) erano riconoscibili per via del colore verde del loro caftano con maniche aperte o chiuse. Il caftano era indossato anche dai giannizzeri nel XVII e parte del XVIII secolo. Ha continuato ad essere indossato da dignitari maschi fino al XX secolo.

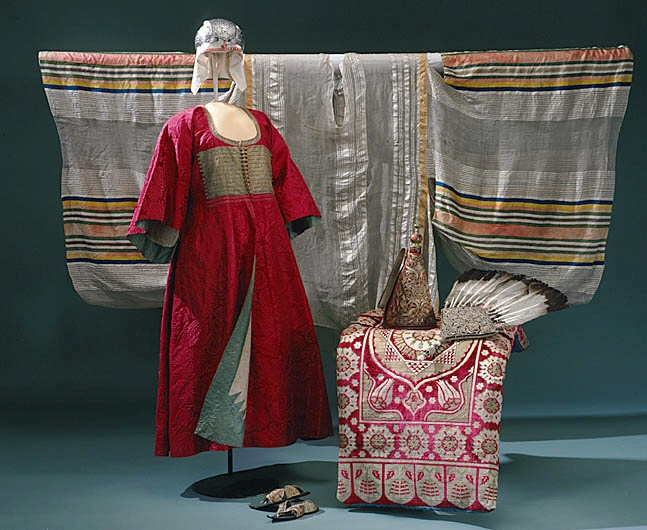
Un caffettano femminile offerto da Ali Pacha d'Algeria alla corona di Svezia in occasione di un trattato di pace, 1731

Il caftano femminile, invece, si è evoluto localmente e deriva dal ghlila, una giacca a metà polpaccio che combinava influenze moresche e ottomane, ma che si è evoluta seguendo uno stile algerino molto specifico dal XVI secolo in poi. Tra il XVI e il XVII secolo, le donne della classe media iniziarono a indossare la ghlila. L'uso di broccati e velluti di qualità, la profusione di ricami e infilature d'oro non sono bastati a soddisfare il bisogno di distinzione degli algerini più facoltosi che scelsero di allungare l'abito fino alle caviglie per realizzare un caffettano che divenne così il fulcro dell'abito da cerimonia, mentre il ghlila rimase diffuso come capo di abbigliamento quotidiano. Si ritiene che l'introduzione del ricamo in filo d'oro nello stesso Nord Africa sia stata introdotta durante il dominio ottomano e che l'utilizzo diffuso del caffettano tra la popolazione femminile sia partito proprio dall'Algeria e da lì abbia poi raggiunto le corti degli stati limitrofi, come indicato dall' Encyclopaedia of Islam.
Secondo Naima El Khatib Boujibar, il caffettano venne introdotto in Marocco durante la dinastia sa'diana dal sovrano Abu Marwan Abd al-Malik I, il quale visse ad Algeri e a Istanbul. Indossato prima dai dignitari e dalle cortigiane, divenne popolare anche tra la classe media a partire dal XVII secolo.
Tra il XIV e il XVI secolo, Algeri, che era una città in crescita, accolse molti esuli andalusi. L'élite algerina introdusse nel proprio guardaroba le tonache con piccoli bottoni. Il Regno di Algeri passò sotto la tutela dell'Impero Ottomano, ma senza il trasferimento delle popolazioni turche. Il costume maschile fu influenzato dalle uniformi dei giannizzeri e dei dignitari turchi e adottò caftani levantini, che si ispirano al modello mamelucco. Questo caftano moresco differiva dal modello turco, è più largo, scendeva sotto il ginocchio e le maniche erano corte, era anche meno ornato.
Da allora sono stati sviluppati diversi tipi di caftani, pur rispettando il modello originale. Al giorno d'oggi, i caftani femminili algerini, comprese le versioni modernizzate, sono visti come un capo essenziale nel corredo della sposa in città come Algeri, Annaba, Béjaïa, Blida, Costantina, Miliana, Nedroma e Tlemcen.
Il caftano di Algeri deriva da un antico indumento chiamato ghlila, si distingue come fulcro del costume cerimoniale, mentre il ghlila con scollo levantino, diventa l'indumento quotidian. Questo caftano, più lungo del ghlila, era un grande indumento di stoffa, seta o raso, riccamente ricamato, con fili d'oro o d'argento.
C'è anche un caftano di Algeri, noto come Caftano El Bahja, realizzato in broccato con motivi floreali realizzati con filo di seta colorato o filo d'oro. Questo caftano della città di Algeri, di cui porta il nome "El Bahdja", nome affettuoso dato alla città dai suoi abitanti.
La tradizione del costume da sposa di Tlemcen, che presenta il caftano algerino, è stata iscritta nella Lista rappresentativa del patrimonio culturale immateriale dell'umanità dall'UNESCO nel 2012, in riconoscimento del suo significato culturale.

## Stile e varianti
Ogni città Algerina ha un proprio stile.
Alcuni sono riportati nella seguente lista: 
- Kaftan el kadi (Est dell'Algeria, principalmente Costantina)
- Kaftan el krenfla (Est dell'Algeria, principalmente Annaba)
- Kaftan mhirzat (AlgerI, Blida, Medea, Cherchel, Bejaia)
- Kaftan Bahja (AlgerI, Medea, Meliana, e l'ovest dell'Algeria tranne che per Tlemcen)
- Kaftan El Dey (AlgerI, Medea, Blida)

## Galleria d'immagini

Caftano algerino di Tlemcen, XIX secolo.
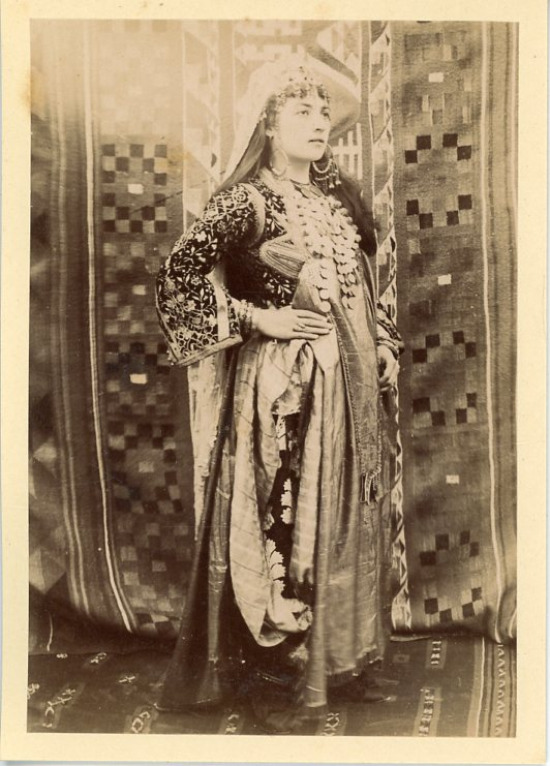
Donna algerina in caftano
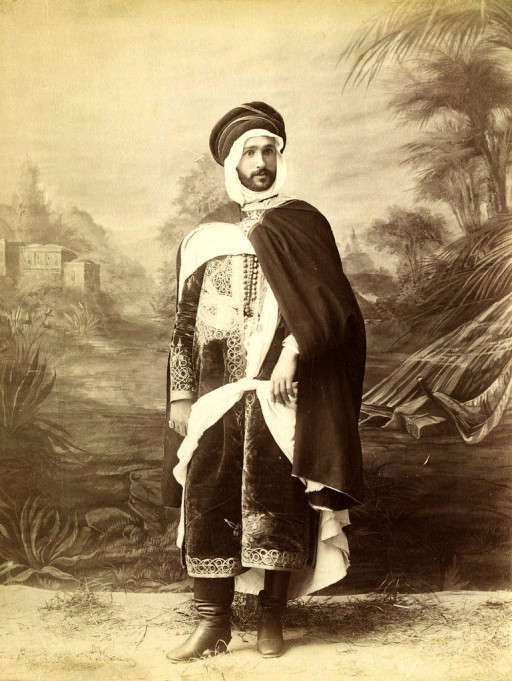
Uomo algerino vestito di caftano, Mohamed Sirh, figlio del caïd di Biskra (1900).
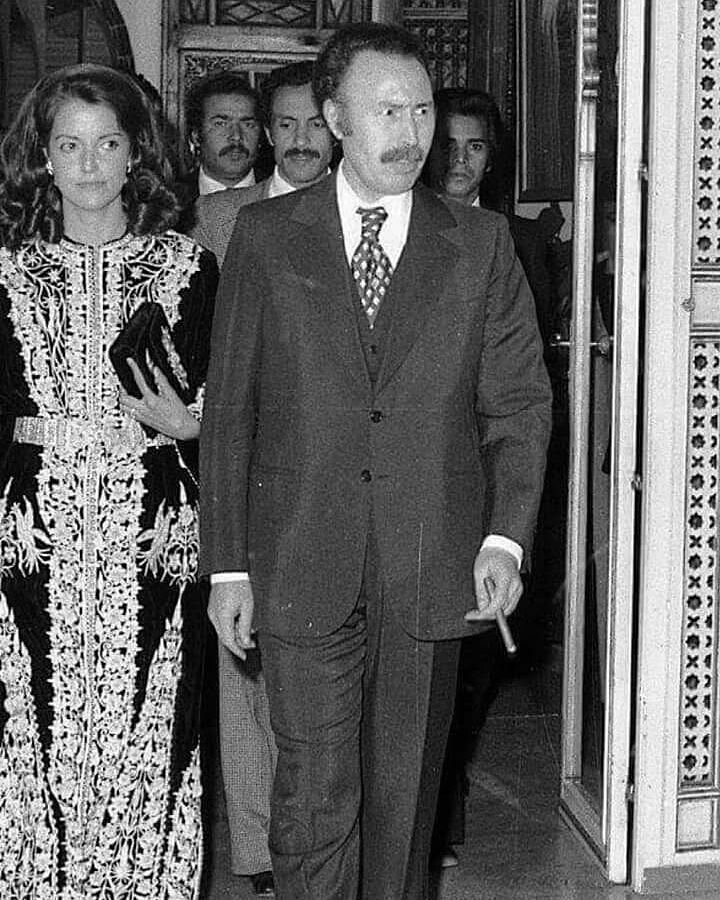
Il presidente algerino Houari Boumédiène con la moglie Anissa El-Mansali
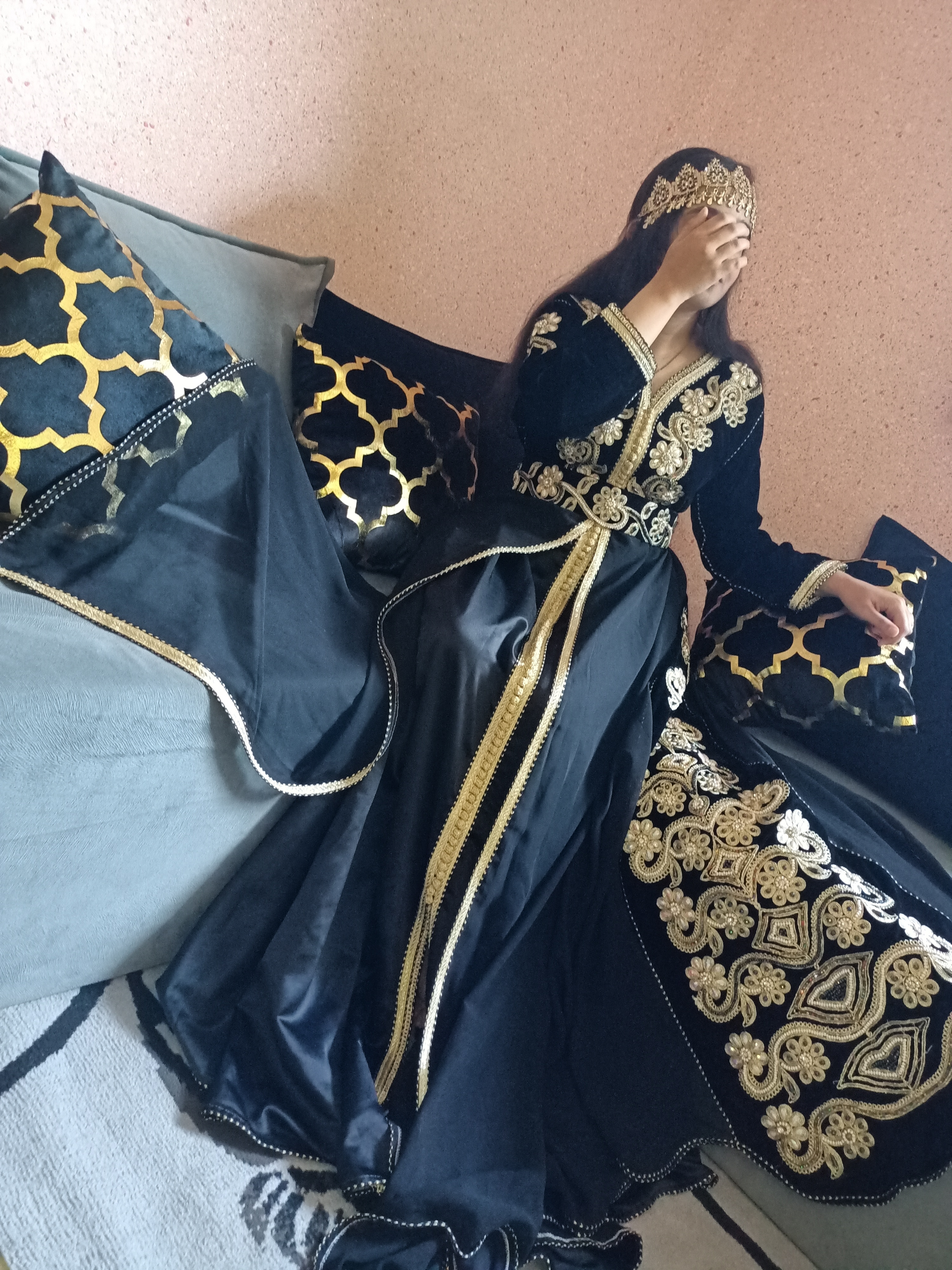
Abito tradizionale algerino "caftano" moderno